# 山口尚
山口 尚（やまぐち しょう、1978年 - ）は形而上学・心の哲学・宗教哲学を専門とする日本の哲学者。

## 略歴
- 京都大学総合人間学部卒業
- 京都大学大学院人間・環境学研究科博士課程修了[1]
- 大阪工業大学講師（2006-）
- 京都大学講師（2011, 2013-）

## 著作

### 著書
- 『クオリアの哲学と知識論証：メアリーが知ったこと』春秋社、2012年
- 『幸福と人生の意味の哲学：なぜ私たちは生きていかねばならないのか』トランスビュー、2019年
- 『哲学トレーニングブック：考えることが自由に至るために』平凡社、2020年
- 『日本哲学の最前線』講談社現代新書、2021
- 『人間の自由と物語の哲学:私たちは何者か』トランスビュー、2022
- 『難しい本を読むためには』ちくまプリマー新書、2022
- 『人が人を罰するということ――自由と責任の哲学入門』ちくま新書、2023
- 『現代日本哲学史』青土社、2025

### 主論文
- 山口尚「<特集:ポップ・フィロソフィー>宿命論と人生の意味 -「ジョジョの寄妙な冒険」 第五部エピローグの解釈-」『京都大学文学部哲学研究室紀要』第15号、京都大学大学院文学研究科哲学研究室、2012年、1-12頁、CRID 1571980077563625344、hdl:2433/173162。
- 山口尚「<研究論文(原著論文)>クリプキの「信念のパズル」に対する批判 －「通常」という概念をめぐって－」『Contemporary and Applied Philosophy』第4巻、応用哲学会、2012年10月、35-64頁、CRID 1390572174710144640、doi:10.14989/180275、hdl:2433/180275、ISSN 1883-4329。
- 「神の命令倫理学の利点――ネーゲルとノージックの「人生の意味」論に依拠して」『宗教と倫理』11号（2011）pp.81-95
- 「知識論証――その歴史と展望」 Contemporary and Applied Philosophy Vol. 1 (2009) pp.1042-1074
- 「信念と矛盾――クリプキの『信念のパズル』の解決」『人間存在論』 vol.15(2009) pp.53-64
- 山口尚「因果とは何かをめぐる哲学的論争(2)メンジーズの機能主義とそれに対する批判 (特集 因果的説明とベイジアンネットワーク)」『哲学論叢』第35巻、京都大学哲学論叢刊行会、2008年、94-95頁、CRID 1050282677088125056、hdl:2433/96278、ISSN 0914-143X。
- 「物理主義と知識―ジャクソンの「白黒のメアリー」をめぐって」『アルケー』16号(2008)
- 「指標詞のパズル―デイヴィド・ルイスの言語哲学―」『人間・環境学』16号(2007) pp.33-42
- 「調整問題・共有知識・際立ち――ディヴィド・ルイスの「規約」分析」『人間存在論』 vol. 13(2007) pp.145-167
- 「時間と他者―レヴィナスと波多野の比較考察」『宗教学研究室紀要』4号(2007) pp.20-26

など

### エッセイなど
- 「分析神学の誕生――復活の問題に即して」『春秋』532号（2011 Oct）pp.5-8　http://www.shunjusha.co.jp/magazine/532/

## 発表や書評など

### 主な発表
- “Freedom and the Past: A Consideration of the Consequence Argument,” The 'Frontier of Philosophy of Time' Conference, Kyoto University, Kyoto (December 2013)
- 「自由意志の現在――Ｅ・Ｊ・ロウの新しいリバタリアニズムの検討」（with 海田大輔、高崎将平）科学基礎論学会、秋の研究例会、東京大学、2013年11月
- “Moral Responsibility, Alternative Possibilities and Decision: A Critical Examination of Buffer Cases,” The Korean Society for Analytic Philosophy, 2013 Summer Conference, Seoul National University, Seoul (August 2013)
- 「自由意志の現在――ストローソンの「反応的態度」再考」（with 海田大輔、岡村太郎、梶本尚敏）科学基礎論学会、総会、大阪大学、2013年6月
- 「自由意志の現在（１）――「他行為可能性」の形而上学と倫理学」（with 海田大輔、佐々木拓）応用哲学会、第５回、南山大学、2013年4月
- 「Mary, Mary, Quite Contrary to Common Sense――金杉武司氏・鈴木生郎氏への応答」 京都現代哲学コロキアム、第４回、キャンパスプラザ京都、2012年12月
- 「メアリーの事例・物理主義・美的性質――『クオリアの哲学と知識論証』を読みながら」 「分析哲学と芸術」研究会、立命館大学、2012年12月
- “Perception and Modal Realism,” Conference of Contemporary Philosophy in East Asia, Academia Sinica, Taipei (September 2012)
- 「「血のつながりはないが実の子」という表現の創造へ――プラグマティズムと応用倫理」応用哲学会、第４回、千葉大学、2012年4月
- 「もはや信念帰属文は使用できない――クリプキの「信念のパズル」の帰結」京都科学哲学コロキアム、2011年12月
- 「自然法則が存在しないことについて」科学哲学会、日本大学、第44回、2011年11月
- “Dispositions and Free Will,” Japan Association for Philosophy of Science, Nihon University, Tokyo (November 2011)
- 「愛するひとの死にどう向き合うか」宗教倫理学会、龍谷大学アバンティ響都ホール、第12回、2011年10月
- 「極大的に完全な神へ――ユウジン・ナガサワによるアンセルムス的神学の擁護――」関西哲学会、龍谷大学、第64回、2011年10月
- 「スピノザか、ルイスか、それとも？――世界の偶然性に対する「究極的説明」」応用哲学会、臨時大会、京都大学、2011年9月
- 「メアリー・神秘主義・単純性の神話―意識に現前する《色》の物理主義的説明」南山大学哲学セミナー「意識の哲学の最前線（2）」、南山大学、2011年6月
- 「アナーキズムの重要性」 応用哲学会、千葉大学、2011年4月
- 「錯覚あるいは幻覚を説明するための存在論的道具立て」、科研費研究「現代的な知覚研究のための哲学的基礎づけとその体系化」（柏端達也代表、研究課題番号：22520012）の研究会、2010年12月
- 「宿命論の擁護」 科学哲学会、大阪市立大学、第43回、2010年11月
- 「神・命令・自律―神の命令倫理学の可能性と限界」 宗教倫理学会、キャンパスプラザ京都、第11回、2010年10月
- “The Emergentists should be Modal Realists if they aren’t Mysterians,” Conference on Metaphysics of Properties and Mind, University of Melbourne, Australia (September 2010)
- 「曖昧だが正しい表象――タイの「純粋な青のパズル」をめぐって」 応用哲学会、第２回、北海道大学、2010年4月
- 「知識論証と現象的知識――ニダ-リューメリンの「マリアンナの事例」をめぐって」 応用哲学会、冬季大会、京都大学、2010年2月
- 「現象概念と物理主義―知識論証に対するタイプB物理主義の応答の不十分さ」 日本科学哲学会、高千穂大学、第42回、2009年11月
- “Jackson’s Knowledge Argument and Representationalism,” Australasian Association of Philosophy Conference, Melbourne, Australia (July 2009)
- 「モデルと実在」（with 太田紘史、君嶋泰明、三木健、渡辺一弘） 応用哲学会、第１回、京都大学、2009年4月
- 「因果のヒューム主義的分析の展望」 科学基礎論学会、慶応義塾大学、2008年11月
- 「物理主義・経験・知識――知識論証とデイヴィド・ルイスの能力分析――」、関西哲学会、徳島大学、2007年10月
- “Scepticism, Knowledge and Context,” ANU-Sydney-Kyoto Probability WOrkshop, Sydney (June 2007)
- 「他性と媒介―京都学派とフランス哲学―」（with 伊原木大祐、片柳榮一、川口茂雄、佐藤啓介、松丸壽雄）宗教学会、東北大学、2006年9月

### 主な書評
- 「書評 Bryan G. Norton, Searching for Sustainability: Interdisciplinary Essays in the Philosophy of Conservation Biology (Cambridge University Press, 2003, 564p.)」（with 伊藤遼、太田紘史、大西琢朗、海田大輔、久木田水生、堀沙織、三木那由他） 京都エラスムス計画成果論文、2011年アップロード
- 「反機能主義者であるとはどういうことか」（with 太田紘史） Contemporary and Applied Philosophy Vol. 2 (2010) pp.1001-1017

### 主な翻訳
- グレアム・プリースト「思考の対象」 『人間存在論』 vol.15(2009) pp.1-12

### その他
- 「ポジティヴ・パワフル・人生哲学・ラブストーリー 映画『ラン・ローラ・ラン』をみて」『バベルの図書館』（京都大学人・環総人図書館館報）、13号(2002) pp. 19-20